# Ясная Поляна (Прокопьевский район)
Ясная Поляна — посёлок в Прокопьевском районе Кемеровской области. Является административным центром Яснополянского сельского поселения.

## География
Центральная часть населённого пункта расположена на высоте 341 метров над уровнем моря. Примыкает к микрорайону Прокопьевска — Ясная поляна

## История
Населённый пункт возник в 1943 году как подсобное хозяйство шахты «Манеиха».

## Население
| 2010 |
| ---- |
| 957  |

По данным Всероссийской переписи населения 2010 года, в посёлке Ясная Поляна проживает 957 человек (408 мужчин, 549 женщин).